# Euphorbia viridula
Euphorbia viridula är en törelväxtart som beskrevs av Eugène Jacob de Cordemoy och Radcl.-sm.. Euphorbia viridula ingår i släktet törlar, och familjen törelväxter.
Artens utbredningsområde är Réunion. Inga underarter finns listade i Catalogue of Life.